# Earophila pallida
Earophila pallida är en fjärilsart som beskrevs av Lamb 1909. Earophila pallida ingår i släktet Earophila och familjen mätare. Inga underarter finns listade i Catalogue of Life.